# 逗子ストーカー殺人事件
逗子ストーカー殺人事件（ずしストーカーさつじんじけん）とは、2012年（平成24年）11月6日に神奈川県逗子市で、度重なるストーカー被害の末に女性が殺害された殺人事件。
ストーカー被害が把握されていたにもかかわらず事件を防止できなかったことと、行政や警察からの個人情報漏洩が問題視された。またストーカー行為等の規制等に関する法律の不備が指摘され、同法の改正につながった。

## 概要
2012年（平成24年）11月6日、逗子市のアパート1階居間で33歳のフリーデザイナーの女性（以下、被害女性）が刃物で刺殺され、犯人の東京都在住の元交際相手の40歳の男（以下、加害者の男）が、同じアパートの2階の出窓に紐を掛けて首吊り自殺した。

## 経緯
東京都内に住む2人は2004年頃から交際を始めたが、2006年に加害者の男の納得を得られないまま被害女性から別れた。それ以降、男から嫌がらせのメールが送られ始め、警察に相談した。
被害女性は2008年夏に別の男性と結婚し逗子市へ転居し、加害者の男には新しい名字や住所を隠していた。被害女性が新婚生活を度々SNSに投稿していたことから、2010年4月頃に被害女性の結婚を知った加害者の男から嫌がらせの電子メールが届くようになった。メールは次第に過激化し、2011年春には「刺し殺す」などと被害女性を脅すメールが1日に80～100通送りつけられたため、被害女性は再び警察に相談し緊急通報装置を貸与され、同年6月に脅迫容疑で加害者の男が逮捕された。7月にはストーカー規制法に基づく警告が出され、9月に懲役1年・執行猶予3年の有罪判決が確定。同じく9月には被害女性の家に防犯カメラが設置された。
2012年3月下旬から4月上旬にかけて、被害女性は計1,089通に上る嫌がらせメールを加害者の男から送りつけられた。メールには「結婚を約束したのに別の男と結婚した。契約不履行で慰謝料を払え」などと書かれていた。女性は警察に相談したが、神奈川県警察は違法行為に該当しないとして立件せずに捜査を一旦終えた。4月上旬以降はメールが届かなくなり、被害女性から警察に「静観したい」との申し出を受けたが、自宅周辺で頻繁にパトロールを実施した。
また加害者の男は、2011年6月の逮捕前及び同年9月の有罪判決後から、Yahoo!知恵袋で複数のアカウントを使用し、約400件にもわたって「被害女性の居住地域に絡む住所特定に関する質問」「パソコン・携帯電話の発信による個人情報収集に関する質問」「刑法等の法律解釈に関する質問」「凶器に関する質問」等の質問をして（質問文自体は被害女性名や自分が殺人事件を起こす意思があることを伏せた上で、善意の人間による疑問提示という体裁を装っていた）、被害女性の住所を特定して殺人事件の準備のための情報を収集しようとしていたとみられている。
また事件直前の2012年11月には、探偵事務所に被害女性の居場所を調べてほしいと依頼し、探偵事務所から所在確認の連絡を受けたことも判明している。
嫌がらせが収まっていたこともあり、被害女性は借りていた防犯カメラを返却したが、その直後の2012年11月6日に殺人事件が起こった。
事件直前に付近のコンビニエンスストアの防犯カメラに、段ボール箱を持ちながら買い物をする加害者の男が映っていたことや、被害女性の玄関先に持ってきた段ボール箱を放置していたことから、加害者の男が被害女性や近隣住民に怪しまれないよう、配送業者を装って犯行に及んだ可能性を指摘する報道もあった。加害者の男は無施錠だった1階窓から侵入して犯行に及んだとみられる。同年12月28日に被疑者死亡として不起訴処分となった。

## 事件後に判明した事柄

### 市役所による個人情報漏洩
2014年1月24日、加害者の男が依頼した興信所から、さらに調査依頼を受けた興信所の実質的経営者が、調査に不正な手段を用いたとして有罪判決を受けている。この人物は被害女性の住所を聞き出すため、事件前日の2012年11月5日に被害女性の夫を装って逗子市役所に電話をかけ「家内の税金の支払いの請求が来ているが、住所が間違っていないか」などと質問し、応対した市役所職員に被害女性の住所情報を調べるための不要なコンピューター操作をさせた偽計業務妨害容疑で逮捕された。同年2月13日に同罪で起訴。また、ガス会社の契約者情報2件を2013年6月に不正に入手した不正競争防止法違反（営業秘密侵害）罪でも起訴され、2015年1月20日に懲役2年6月執行猶予5年（求刑、懲役3年）の有罪判決が言い渡された。
逗子市役所には被害女性から情報制限が要請されていたが、総務部納税課の職員のパソコンからアクセスすると、閲覧時に警告表示があるだけで閲覧自体はできる状態となっていた。市役所の閲覧記録のIDは60代の納税課再任用男性職員であったが、「離席する場合はログアウトする」などのマニュアルが守られておらず、勤務期間中は常に同一IDでログイン状態になっていた。さらに職員が自席以外のパソコンを操作することも常態化していた。このため複数の職員が操作できる状況にあった。結局、操作した可能性のある担当職員全員が「閲覧した記憶がない」と情報流出を否定したため、どの職員が実際に被害女性の住所情報にアクセスしていたか割り出すことはできなかった。
逗子市は社会的重大性を考慮し、2014年2月28日に納税課再任用男性職員を停職1か月、男性職員の上司だった元総務部次長納税課長を戒告、平井竜一市長と小田鈴子副市長に減給10%（3カ月）として処分を行った。
被害女性の夫は個人情報漏洩について、住所を加害者の男に漏らした逗子市に対し、2016年10月25日に守秘義務違反・プライバシー侵害により1,000万円の損害賠償を求める訴訟を横浜地方裁判所横須賀支部に起こし、横浜地裁横須賀支部は2018年1月15日に逗子市側の過失を認定し、110万円の支払いを命じる判決を言い渡した。

## 問題点
当事件では、以下の点が問題とされた。

### 警察による個人情報漏洩
被害女性は結婚して名字が変わっており、また加害者の男から逃れるために住所を変更していた。しかし2011年6月に神奈川県警察が脅迫罪の逮捕状を執行する際、記載された被害女性の結婚後の名字や、転居先の市名などを加害者の前で読み上げていた。

上述のとおり、加害者の男は逮捕前の2010年12月までの段階で、探偵事務所を使って被害女性が逗子市在住であることを把握していた可能性が高いことが判明している。さらに逮捕状執行の際に、警察が加害者に被害女性の結婚後の名字や正確な居住住所を知らせたことが殺人事件につながった可能性がある。
この事件から教訓を受けて、後のストーカー事件においては被害女性の名前を伏せ、顔写真を添付した逮捕状を執行することで被害者の実名を伏せた事例があった。その一方で刑事訴訟法第256条で「公訴事実は、訴因を明示してこれを記載しなければならない。訴因を明示するには、できる限り日時、場所及び方法を以て罪となるべき事実を特定してこれをしなければならない」と規定されている。「被害者名も含めて審理の対象を特定するのは刑事訴訟法の基本原則であり、刑事訴追するにあたって被害者の実名を被疑者に完全に伏せることは被疑者の防御権の行使が制限される」という司法関係者・学者の意見もあり、こうした手段で被害者の実名を被疑者に対して伏せることについては、被疑者の防御権という問題が浮上している。

#### 影響
この問題が注目された後に別の類似事件において、起訴状で被害者について実名を伏せるために「携帯のメールアドレスが○○＠○○○○だった女性」「旧姓表記の被害女性」「○○（量販店の店舗名）に勤務する××という名字の男性」で対応したケースもあったが、カタカナ表記だったために完全秘匿には至らない実名表記になってしまった。そのほか、強制わいせつ事件の被害児童の氏名を匿名にした起訴状に対して、東京地裁が検察に対して修正を命じ「母親の実名と続柄」として母親が実名表記になったケースもある。法廷で被害者を匿名にした起訴状を朗読した後で被害者の顔写真を被告に示すなど、試行錯誤が続いている。2023年5月に被害者等に名誉又は社会生活の平穏が著しく害されたり身体や財産に害が加えられる等の恐れがある事件については裁判所の判断で逮捕状や起訴状については原本には被害者の実名等の個人特定事項を記載しつつ、被疑者・被告人への送達に当たっては、謄本に代えて被害者の個人特定事項を秘匿した抄本を送達することを可能とすることで、被疑者・被告人へ被害者の個人特定事項を知らせないようにする制度を盛り込んだ刑事訴訟法改正案が2023年5月に成立し、2024年2月に施行された。

### ストーカー規制法の不備
この事件では被害者に対し、2012年3月から4月に「婚約破棄により慰謝料要求」とする文言の連続メールが送られている。ストーカー規制法では連続電話や連続FAXを「つきまとい行為」として禁止しているが、連続メールについては規定されていなかったことが盲点とされた。他のストーカー規制法の該当事項（「監視していると告げる行為」「面会・交際・その他義務のないことを行うことの要求」「乱暴な言動」「名誉を害する事項を告げ、又はその知り得る状態に置くこと」「性的羞恥心を害する事項を告げること等」）にも該当せず、メールの内容から脅迫罪等の他の罪状にも該当しなかったため、警察に立件できないと判断された。
事件当時は大阪府や秋田県など14府県では迷惑防止条例でメールの連続送信をつきまとい行為として禁止していたが、加害者の男が居住する東京都や被害女性が居住する神奈川県を含めた33都道県は条例に禁止規定がなかった。2013年6月にメールの連続送信をつきまとい行為として禁止することを規定したストーカー規制法改正案が成立し、同規定については同年7月から施行された。

### 保護観察中の「特別順守事項」の不把握
加害者の男は、2012年4月の繰り返しメールを送信していた時期は懲役刑の執行猶予による保護観察中であり、保護観察中の「特別順守事項」として、被害女性とはメールを含め一切の接触が禁じられていた。しかし当時は、保護観察所には順守事項の内容を加害者以外に知らせる制度がなく、警察、検察、被害女性は「加害者は被害者とはメールを含めて一切の接触が禁止されている」遵守事項を知らなかった。
2013年4月から、ストーカー事案などで保護観察付き執行猶予判決を受けた加害者について、保護観察所と警察との間で順守事項や問題行動の情報共有を始めている。
ストーカー被害者団体からは「法律に触れないので何もできなかった、という警察の対応には問題がある」として、「法律を超えて加害者に対し強力な対応をすべき」とする意見が出た。その一方で弁護士からは、犯罪捜査において権力が濫用されることを懸念する意見も出ている。